# Renshi
Renshi (錬士:れんし?) è un titolo giapponese spesso utilizzato nelle Arti marziali giapponesi. Il termine significa letteralmente "esperto qualificato" ed è solitamente usato per designare un insegnante ufficiale di livello intermedio all'interno di un'organizzazione.  
Responsabile per la creazione dei titoli attualmente in uso nel Budō fu il Dai Nippon Butoku Kai, organizzazione che, oltre a supervisionare l’intera comunità marziale, concepì e rilasciò i primi titoli per i budoka moderni che eccellevano nelle loro discipline.
I primi titoli per gli shihan (maestri) furono: Hanshi, “esperto modello” (o “insegnante esemplare”) e Kyoshi (originariamente conosciuto come Tasshi), “insegnante esperto”. 
Più tardi, nel 1934, venne introdotto un terzo titolo, Renshi, “esperto qualificato” e, solo in seguito, venne creato il titolo di Shidōin, istruttore.